# Cesare Gussoni
Cesare Gussoni (Casalmaggiore, 20 gennaio 1934 – Casalmaggiore, 28 ottobre 2024) è stato un arbitro di calcio e dirigente arbitrale italiano.

## Carriera arbitrale
Entrato a far parte dell'AIA nel 1953 iscrivendosi alla sezione di Cremona, nel 1964 arrivò ad arbitrare nella massima categoria nazionale (debutto il 18 settembre 1966 in Fiorentina-Lazio 5-1) dove collezionò 106 presenze (tra cui un derby della Lanterna e un derby della Mole) fino al 1978, l'anno in cui decise, volontariamente, di mettere fine alla propria carriera sui campi.
Da arbitro aveva saputo conquistare la qualifica di internazionale nel 1975, ebbe la soddisfazione di dirigere la finale di Coppa Italia del 1977 (il derby di Milano tra Inter e Milan), e fu insignito del Premio Giovanni Mauro nel 1978. Nel 1976 fu guardalinee nella finale degli europei di calcio Cecoslovacchia-Germania Ovest a Belgrado, arbitrata dal collega Sergio Gonella. Fu protagonista, in poco più di un mese, di due direzioni di partite valevoli per le qualificazioni alla Coppa del Mondo 1978: nel maggio '77 a Salonicco tra Grecia e URSS (1-0) e, il 19 giugno ad Hong-Kong tra i locali e la nazionale d'Iran per la zona asiatica. Vinsero gli ospiti (poi qualificati per la fase finale) per due a zero.

## Carriera dirigenziale
Appeso il fischietto al chiodo, dopo essere stato Responsabile delle designazioni di serie C-2 dal 1978 al 1981 e vicecommissario alla CAN A e B dal 1981 al 1985, nel 1985 venne nominato designatore degli arbitri di serie A, carica che avrebbe mantenuto fino al 1990, prima dell'avvento di Paolo Casarin. Nominato contemporaneamente anche osservatore UEFA, negli ultimi anni è stato indicato come dirigente benemerito dalla FIGC.
Nel novembre 2006, su suggerimento del presidente della Lega Nazionale Professionisti Antonio Matarrese, venne eletto nuovo presidente dell'AIA, subentrando a Luigi Agnolin, nominato sei mesi prima commissario straordinario della stessa AIA in sostituzione di Tullio Lanese, coinvolto pesantemente nell'inchiesta Calciopoli. Nel dicembre 2006, dopo le improvvise dimissioni del designatore degli arbitri di serie A Stefano Tedeschi, Gussoni assunse ad interim tale incarico fino al termine del campionato, scegliendo come consulente tecnico Pierluigi Collina.
Il mandato di presidente dell'AIA si concluse il 6 marzo 2009 con l'elezione, da parte dell'assemblea generale, di Marcello Nicchi.
Nel mese di giugno 2007 Gussoni fu nominato vice presidente vicario della Federazione Italiana Giuoco Calcio.

## Vita privata
Al di fuori dello sport, Gussoni fu un imprenditore di successo nel campo degli imballaggi (per anni alla guida della Scandolara), ed è stato anche presidente dal 2002 al 2006 dell'Istituto Italiano Imballaggio.

## Riconoscimenti
Nel 2013 fu inserito, insieme con il collega Sergio Gonella, nella Hall of Fame del calcio italiano come arbitro internazionale.